# La vida sin brillos
La vida sin brillos es una película documental argentina del 2017 dirigida por Guillermo Félix y Nicolás Teté, estrenada el 31 de mayo de 2018. Esta protagonizada por diez estrellas de la época de 1980.

## Sinopsis
Diez actrices, íconos de los 70 y 80, son convocadas para volver a protagonizar una obra teatral en la "calle Corrientes" Buenos Aires. Este documental se mete tras bambalinas y retrata sus vidas en la actualidad. A 30 años de su época de gloria, ¿qué las lleva a volver?
Las actrices, que en distintos grados y por distintas razones estuvieron alejadas del público masivo durante décadas, fueron convocadas en 2015 para protagonizar Extinguidas, una obra teatral dirigida por José María Muscari. Todas ellas, en su época de esplendor, fueron caras de grandes éxitos televisivos, teatrales y cinematográficos. Sin embargo, los distintos avatares de la vida de cada una las llevaron a posiciones más relegadas en el espectáculo y la mirada pública. El documental recorre las trayectorias de cada una de ellas con una cámara inquieta que muestra cómo se preparaban en los camarines, cómo eran los minutos previos a cada función, cómo es (o muestran) su vida cotidiana y cómo se llevaban entre ellas. Además, y con toques melancólicos y cálidos, se introduce en sus vidas privadas buscando convertir al film no en retrato de su pasado, sino de su presente dando lugar a la reflexión sobre la construcción de sus subjetividades y las luces y sombras de la fama, la belleza y el envejecimiento.

## Elenco[3]
- Adriana Aguirre
- Noemí Alan
- Luisa Albinoni
- Patricia Dal
- Silvia Peyrou
- Mimí Pons
- Beatriz Salomón
- Sandra Smith
- Naanim Timoyko
- Pata Villanueva
- José María Muscari